# Canto (métrica)
Um canto, em métrica poética, é a divisão principal de um poema longo, em especial da poesia épica. A palavra provém da língua italiana, onde "canto" tem o mesmo significado que em português: canção.
Exemplos de famosos poemas  divididos em cantos são:
- Os Lusíadas, de Luís de Camões (10 cantos)
- Don Juan, de Lord Byron
- Ramayana, de Valmiki (500 cantos[1])
- A Divina Comédia, de Dante Alighieri (100 cantos[2])
- Cantos, de Leopardi[3]
- Os Cantos, de Ezra Pound (120 cantos)